# 徐志演
徐志演（韩语： Seo Jiyeon，1993年3月3日—）生于汉城，是一名韩国女子击剑运动员，主攻佩剑，曾就读于韩国体育大学。她在中学一年级时开始练习击剑，当时她的体育教师察觉到她在体育方面的才能，便鼓励她练习击剑。2016年，她入选韩国奥运击剑队名单，成为名单中最年轻的女选手。2021年，她第二次出战奥运，联同队友获得女子团体佩剑铜牌。